# مجرم

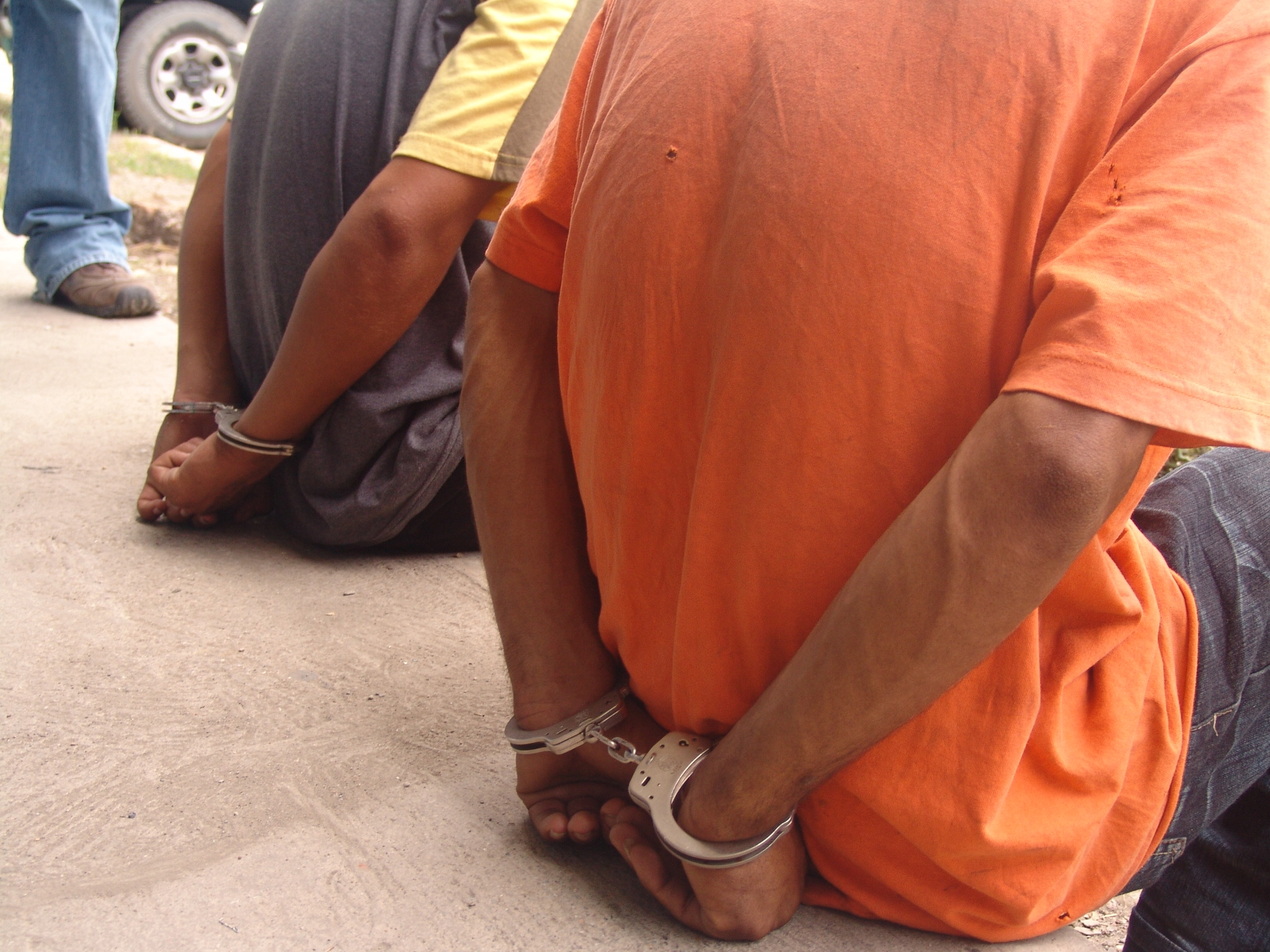

المجرم. مصطلح قانوني يُشير إلى متهم في جنحة أو جناية أدانته المحكمة.
والجُرْمُ والجَريمةُ في اللغة هو الذنب تقول منه جَرَمَ وأجْرَمَ واجْتَرَم. وتقول : جَرَمَ الرَّجُلُ، أي أَذْنَبَ، اِرْتَكَبَ ذَنْباً. وجَرَمَ نَفْسَهُ أَوْ قَوْمَهُ أَوْ جَرَمَ عَلَيْهِم أي جَنَى جِنَايَةً.

## مفهوم المجرم في الدراسات الإجرامية
تهتم أبحاث علم الإجرام بدراسة المجرم باعتباره موضوعاً لها وذلك حتى تتعرف على مختلف جوانب شخصيته وتكوينه البدني والنفسي وحالته النفسية والعقلية وما يحيط به من ظروف اجتماعية حتى يمكن في النهاية تحديد العوامل التي أدت به إلى ارتكاب الجريمة والوقوف على ما قد يكون ملائماً لمقاومتها ومكافحتها. إذا كان ذلك كذلك فإن تحديد مفهوم المجرم في نطاق الدراسات الإجرامية ليس بالأمر اليسير، فلم يحدد القانون متى تبدأ الحالة التي يوصف فيها الشخص بأنه مجرم كما أنه لا يحدد نهايتها، وفي نفس الوقت فإن اعتبار الشخص مجرماً من عدمه تحكمه اعتبارات ومعتقدات اجتماعـية راسخة وأفكار مسبقة، كل ذلك يعطي مدلولاً نسبياً لمفهوم المجرم.
تحديد مفهوم المجرم يكتفه بعض الصعوبات فمن ناحية، يعرف الفقه التقليدي المجرم بأنه ذلك الشخص الذي يرتكب جريمة مما نص عليه في قانون العقوبات. وهذا يعني أن الشخص يجب أن يثبت ارتكابه للجريمة من خلال محاكمته قانوناً. ويتميز هذا التعريف بأنه يسهل من خلاله التعرف على المجرم.
ومع ذلك فقد وجه لهذا التعريف عدة انتقادات. من ناحية، يعرف التشريع الحديث عدداً هائلاً من النصوص الجنائية التي لا يعرف بوجودها الكثيرون. ومن هذه النصوص ما يهدف إلى تنظيم إداري لبعض أوجه الحياة في المجتمع، ومخالفة هذه القواعد لا تسعف في إضفاء صفة المجرم على من يخالفها. ومن ذلك مخالفات المرور والبناء وغير ذلك. وفي مقابل ذلك يفلت البعض من الوقوع تحت قبضة القانون رغم مخالفتهم له وذلك لما يتمتعون به من مهارة شخصية، فليس من الملائم استبعاد هؤلاء من دائرة الدراسات الإجرامية نظراً لما يتمتعون به من عقلية إجرامية واضحة.
وقد أدت هذه الانتقادات إلى نشأة اتجاه حديث يبحث عن تعريف جديد للمجرم يتلاءم مع طبيعة الدراسات الإجرامية. ويرى هذا الاتجاه أن هناك أنواع من السلوك تعتبر ذات طبيعة إجرامية في حقيقتها بصرف النظر عما إذا كان المشرع قد خلع عليها هذا الوصف الإجرامي أو لا.
وأهم ما يميز المجرم وفقاً لهذا المفهوم الحديث أنه يتمتع بعقلية لا اجتماعية أي عقلية غير قادرة على التكيف اجتماعياً. ويترتب على ذلك أن الإجرام من الناحـية القانونيـة لا يمثل إلا دليلاً يسـتدل من خلاله على وجود العقلية اللا اجتماعية. ومع ذلك فإن هذا المدلول الحديث للمجرم يصطدم مع مبدأ الشرعية والاحترام الواجب للحريات الفردية، لأنه من الصعب تدخل المشرع في الحالات التي تنذر بالإجرام نتيجة تمتع الشخص بعقلية لا اجتماعية تقربه من احتمال ارتكاب جريمة ما.[بحاجة لمصدر]